# تخطئه
تخطئه در اصطلاح علم اصول فقه به معنای نسبت دادن نظر خطا به مجتهد است. این نظریه مورد قبول علمای امامیه است.

## تعریف لغوی
تخطئه در لغت به معنای استناد خطا به کسی است. در اصلاح علم اصول فقه به معنای امکان احتمال خطا در رای مجتهد در دسترسی به حکم واقعی است. بر اساس این دیدگاه در علم اصول فقه، شارع مقدس برای همهٔ مکلفین عالم و جاهل، احکامی در عالم واقع وضع کرده‌است که علم و جهل خللی در ثبوت این احکام ندارد.

## تاریخچه بحث
بحث از تخطئه در مقابل قول به تصویب مطرح می‌شود. پیروان امامیه و شیعه قائل به تخطئه هستند و آن را در احکام شرعی روا می‌دانند ولی پیروان اشعری و اهل سنت طرفدار تصویب هستند. نظریه تخطئه و تصویب تا زمان شیخ طوسی از اهمیت خاصی برخودار بوده‌است و بیشتر محققان شیعی در کتب اصول فقه بدان می‌پرداخته‌اند ولی از زمان شیخ طوسی یعنی قرن پنجم هجری به بعد، این مطلب کمتر مورد توجه قرار گرفته‌است. گفته می‌شود که این اصطلاح ابتدا در میان متکلمان امامیه، معتزلی و اشعری در کتب کلامی مطرح شده‌است و یعد از آن در بحث اجتهاد مورد توجه اصولیان شیعه قرار گرفته‌است.

## نظر امامیه
اهل تخطئه قائل به تبعیت حکم واقعی از رأی مجتهد نیستند و بر این باورند که رأی مجتهد ممکن است اصابت به امر واقع بکند یا نکند. از طرف دیگر فقهای امامیه بر این باورند که با فرض یگانه بودن حکم الهی، در میان اقوال فقها تنها یک رای است که به واقع اصابت می‌کند. در مقابل نظریه تصویب بیان می‌کند که آرای مجتهدان گوناگون در عین این که با هم اختلاف دارند درست است.

## نظر اهل سنت و اشاعره
بیشتر علمای اهل سنت قائل به نظریه تصویب هستند. البته تعداد کمی از معتزله نیز در این موضع جای می‌گیرند. بر اساس نظریه این افراد که موسوم به اهل مصوبه اند معتقدند خداوند در عالم واقع حکمی ندارد بلکه حکم خداوند همان چیزی است که فقیه و مجتهدان بیان می‌کنند. به نظر سید مصطفی محقق داماد نظریه تصویب قانون‌گذاری الهی را به بشر می‌سپارد و به بشر این آزادی عمل را می‌دهد تا حکم خودش را به جای حکم خداوند قرار دهد.